# Sophie Weißenberg
Sophie Weißenberg (24 de septiembre de 1997) es una deportista de Alemania que compite en atletismo. Ganó una medalla de plata en el Campeonato Mundial de Atletismo Sub-20 de 2016, en la prueba de salto de longitud.